# Продан (община Либражд)
Продан (на албански: Prodan или Prodani) е село в Република Албания, община Либражд, област Елбасан.

## География
Селото понякога е включвано в областта Голо бърдо.

## История
До 2015 година селото е част от община Стеблево.